# Cadillac STS
Cadillac STS – samochód osobowy klasy wyższej produkowany pod amerykańską marką Cadillac w latach 2004–2013.

## Historia i opis modelu

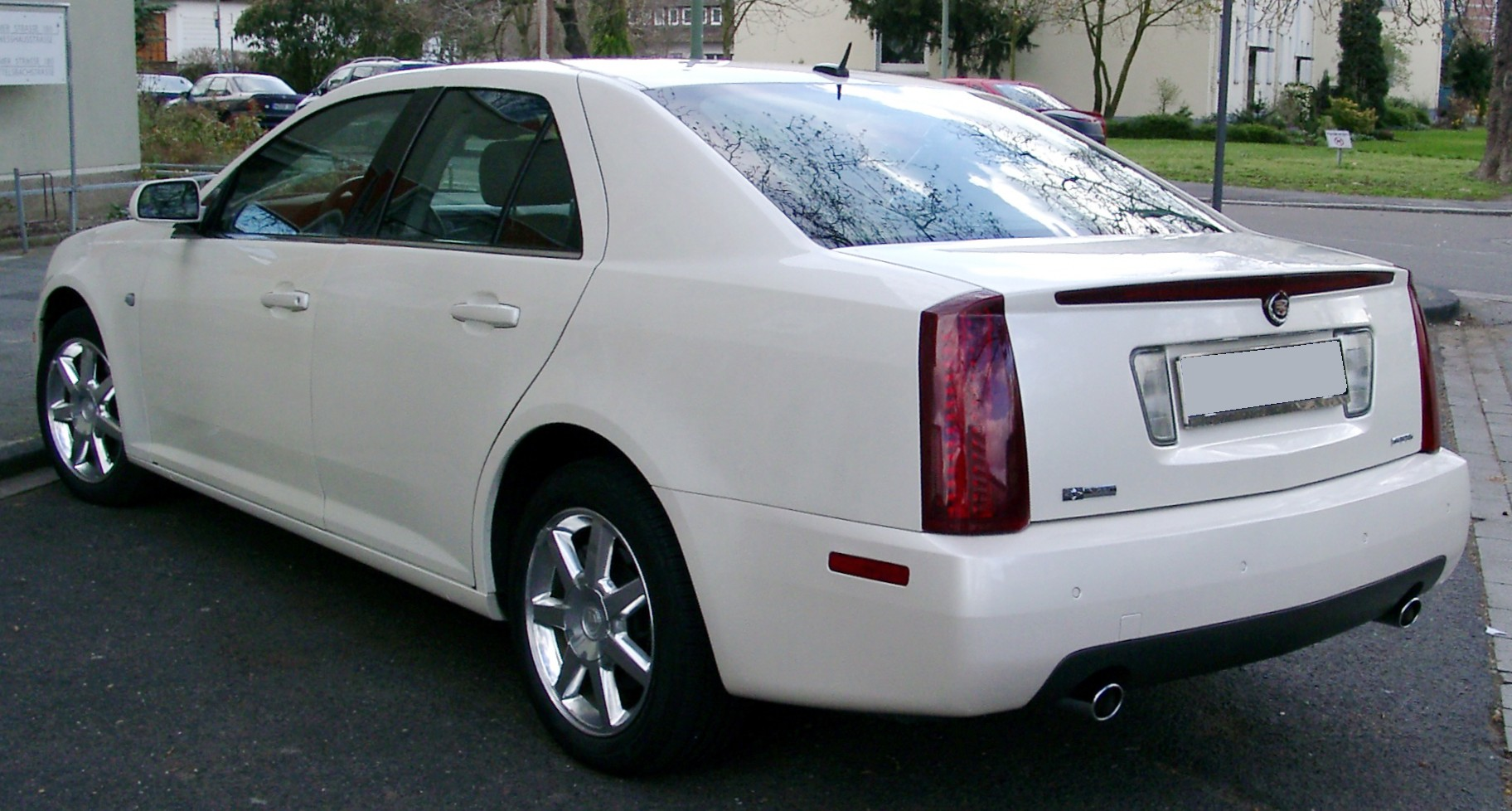
Cadillac STS – tył

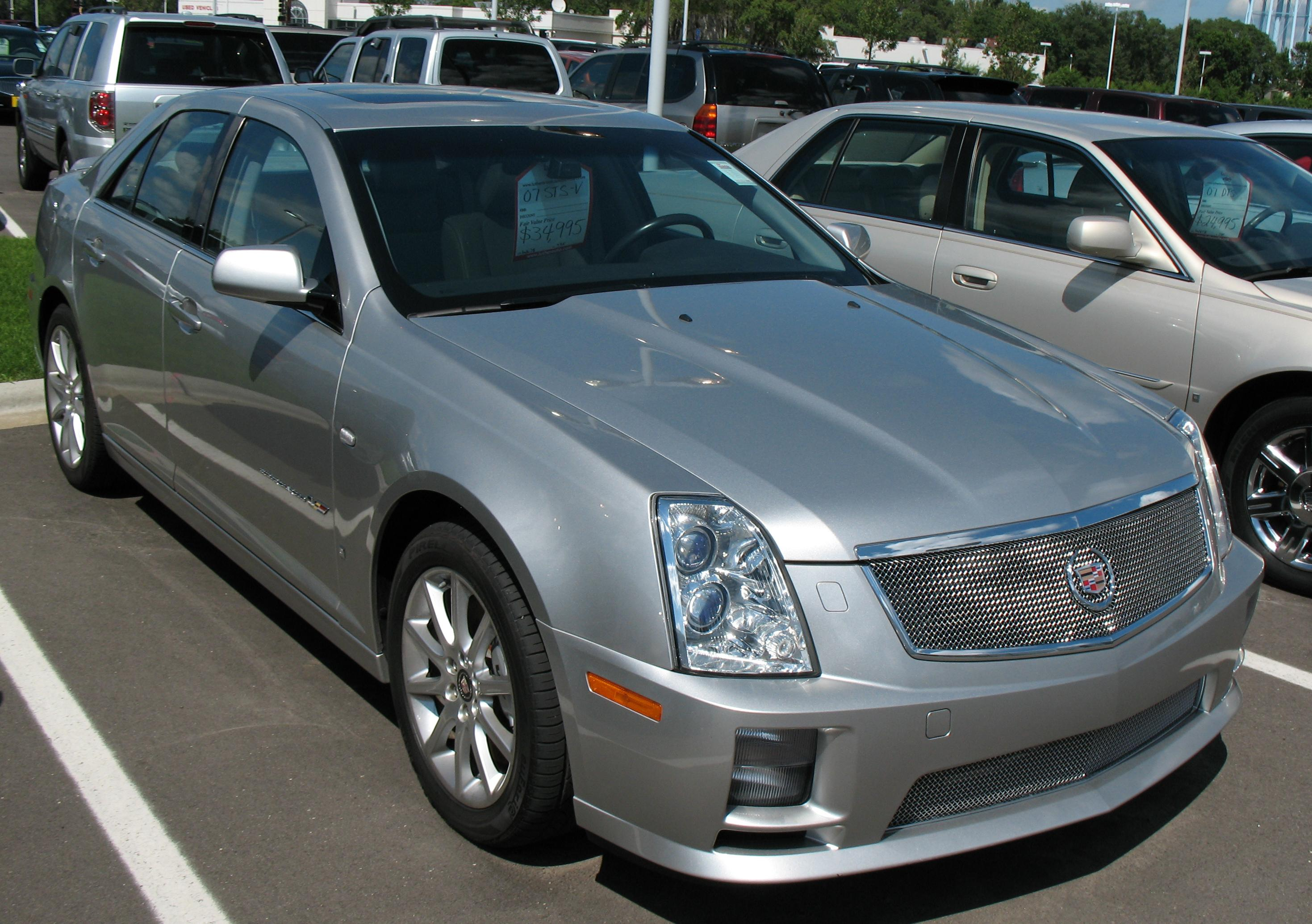
Cadillac STS-V

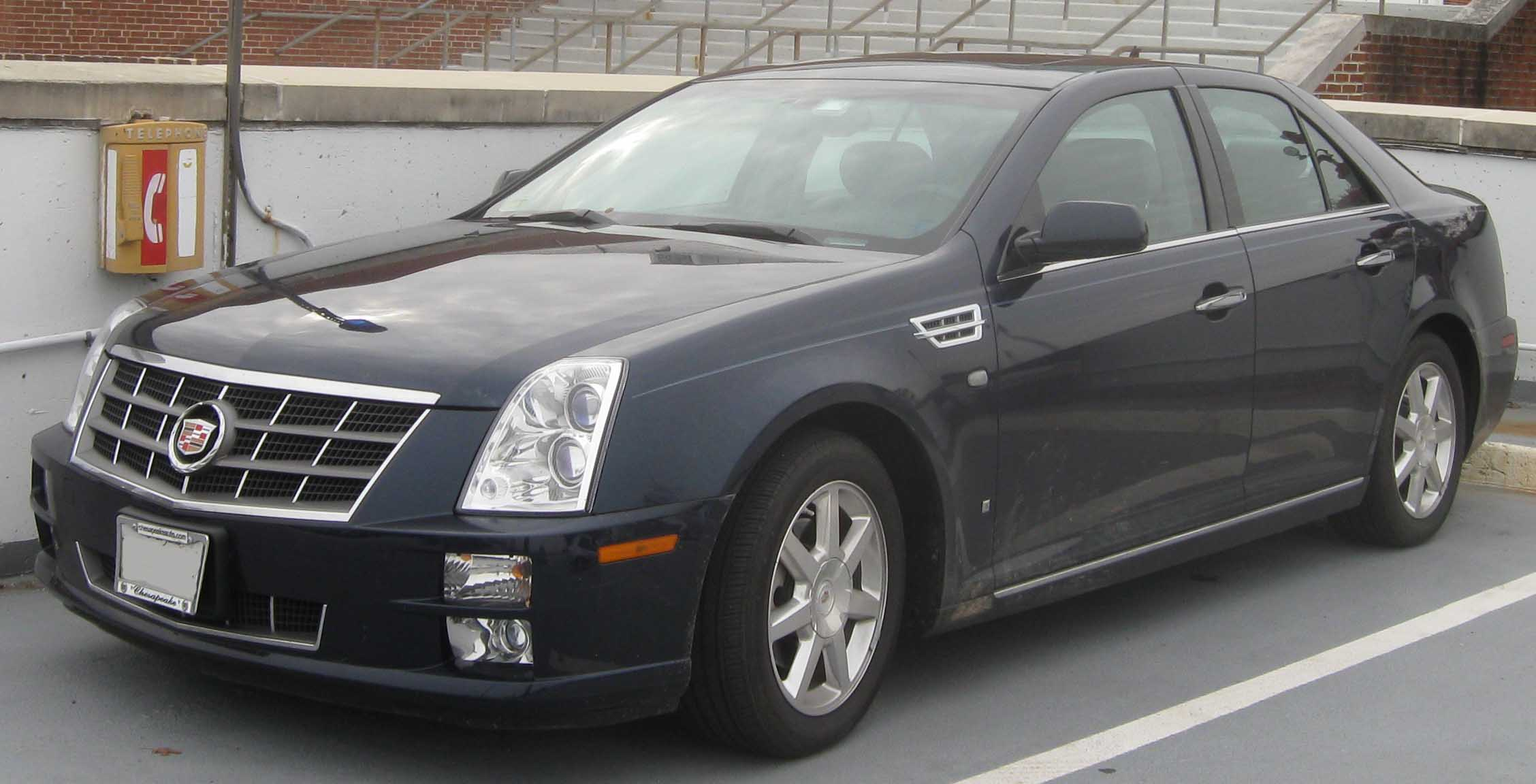
Cadillac STS po liftingu

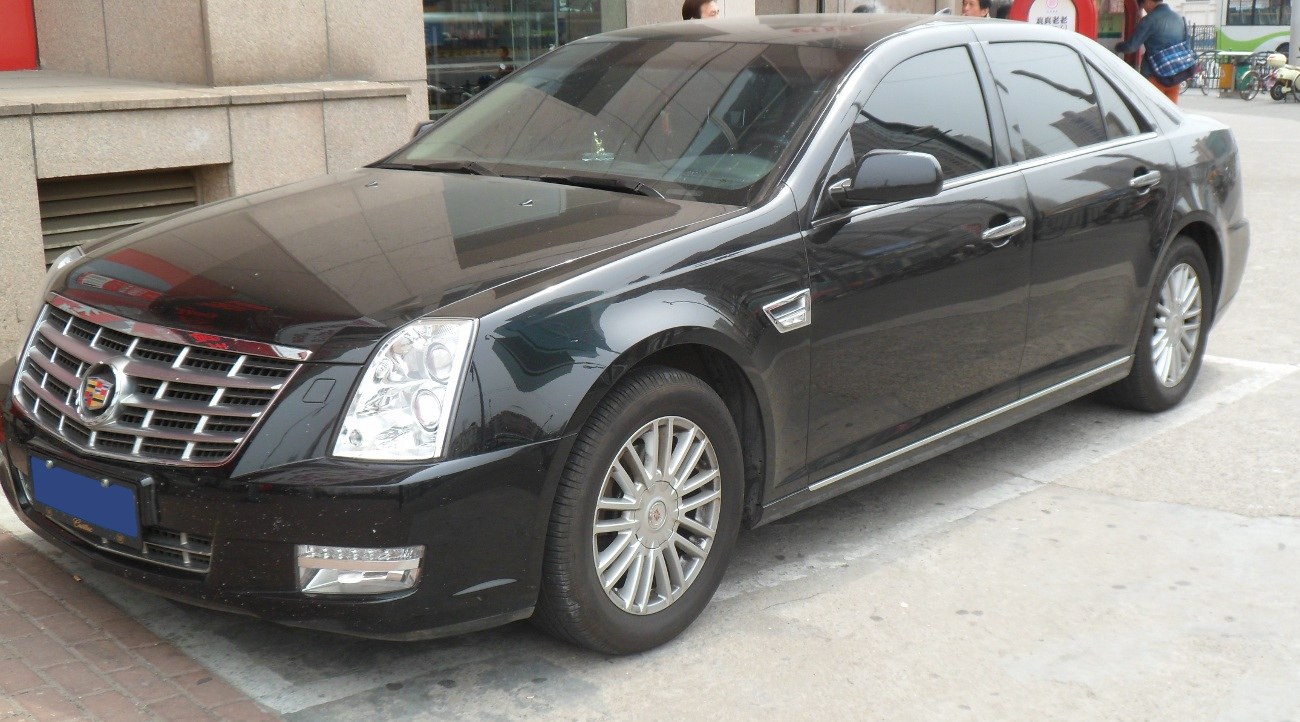
chiński Cadillac SLS po liftingu

W ramach gruntownej modernizacji swojej oferty modelowej, w 2004 roku Cadillac zaprezentował zupełnie nowy model STS, który oparto na platformieGM Sigma. Była to zupełnie nowa architektura opracowana przez inżynierów General Motors, na której oparto także inne przedstawione wówczas nowe modele marki takie jak CTS czy SRX. STS zastąpił w dotychczasowej ofercie model Seville, pełniąc funkcję większej i bardziej luksusowej alternatywy dla przedstawionego wcześniej nieznacznie mniejszego modelu CTS.

### STS-V
W 2006 roku Cadillac zaprezentował sportową odmianę o nazwie STS-V. Wyróżniała się ona większymi alufelgami, sportowym ogumieniem i alufelgami, dodatkowymi nakładkami na progi oraz spojlerami. Pod kątem technicznym samochód był napędzany 4,4-litrowym silnikiem V8 serii Northstar, który rozwijał moc 469 KM i maksymalnie 595 Nm momentu obrotowego. Produkcja tego wariantu trwała do 2009 roku.

### Lifting
W 2008 roku Cadillac zaprezentował STS po modernizacji. W ramach nowego języka stylistycznego marki, zmienił się wygląd zderzaków, wkładów reflektorów i tylnych lamp. Ponadto, pojawiła się też nowa atrapa chłodnicy z motywem chromowanej kraty i znacznie większego logo producenta. Pod tą postacią STS produkowany był do 2011 roku, po czym zastąpił go nowy model XTS.

### Chiny
W 2006 roku podczas targów motoryzacyjnych w Pekinie chiński oddział General Motors tworzony przez spółkę joint venture GM-Shanghai zaprezentował STS-a na lokalny rynek. Samochód otrzymał nazwę Cadillac SLS i wyróżniał się nieznacznie zmodyfikowanym wyglądem pasa przedniego, a także dłuższym rozstawem osi o 10 centymetrów. W 2010 roku samochód przeszedł modernizację, a jego produkcja trwała do 2013 roku.

### Wyposażenie
Wyposażenie pojazdu obejmuje m.in. nawigację satelitarną z ekranem dotykowym, łącze Bluetooth, nagłośnienie Bose 5.1, podgrzewaną kierownicę, podgrzewane i wentylowane fotele przednie z regulacją odcinka lędźwiowego oraz klimatyzację dwustrefową.

### Dane techniczne
| V6 3,6 l (3564 cm³), DOHC     | wtrysk | 94,00 × 85,60 mm | 10,2:1 | 258 KM (190 kW) przy 6500 obr./min | 342 N·m przy 3200 obr./min |
| V6 3,6 l (3564 cm³), DOHC     | wtrysk | 94,00 × 85,60 mm | 11,3:1 | 306 KM (225 kW) przy 6300 obr./min | 369 N·m przy 5200 obr./min |
| V8 4,6 l (4565 cm³), DOHC     | wtrysk | 93,00 × 84,00 mm | 10,5:1 | 324 KM (239 kW) przy 6400 obr./min | 427 N·m przy 4400 obr./min |
| V8 4,4 l (4371 cm³), DOHC, SC | wtrysk | 91,00 × 84,00 mm | 9,0:1  | 469 KM (328 kW) przy 6400 obr./min | 583 N·m przy 3600 obr./min |
| V8 4,4 l (4371 cm³), DOHC, SC | wtrysk | 91,00 × 84,00 mm | 9,0:1  | 475 KM (350 kW) przy 6400 obr./min | 595 N·m przy 3900 obr./min |